# Elvis van der Laan
Elvis Arnold van der Laan, född 29 februari 2008 i Sverige, är en svensk fotbollsspelare som spelar för AIK i Allsvenskan.

## Klubblagskarriär

### Tidig karriär
Van der Laan startade sin fotbollskarriär i Brommapojkarnas ungdomsverksamhet. Han flyttade sedan till IFK Göteborgs ungdomsverksamhet där han kom att stanna fram till vintern 2024. Som 15-åring skrev van der Laan på för AIK, ett beslut som väckte en del uppmärksamhet eftersom det innebar en flytt till en av IFK Göteborgs största rivaler. Han motiverade bytet med att AIK presenterade en tydlig utvecklingsplan som passade hans spelstil, särskilt klubbens fokus på ett hårt arbetande försvarsspel.

### AIK
Van der Laan började att träna med AIK:s A-lag kontinuerligt i januari 2025, då han som 16-åring togs ut till klubbens försäsongsläger i Alicante. Detta markerade hans första steg in i seniorfotbollen.
Van der Laan gjorde sin allsvenska debut för klubben den 24 april 2025 när han startade och spelade hela matchen mot IFK Värnamo på Finnvedsvallen som AIK vann med 2–1.

## Spelstil
Van der Laan är känd för sitt orädda och fysiska försvarsspel. Han har drabbats av flera hjärnskakningar under sin karriär, men fortsätter att spela med hög intensitet och engagemang. Han beskriver sig själv som en spelare som "älskar att försvara" och är villig att använda hela kroppen för att stoppa motståndare.